# Finsch' tapuit
De Finsch' tapuit (Oenanthe finschii) is een zangvogel uit de familie Muscicapidae (vliegenvangers) en het geslacht Oenanthe (tapuiten).

## Kenmerken
De vogel is 15 tot 16 cm lang. Deze tapuit lijkt sterk op de westelijke westelijke rouwtapuit (O. halophila) uit Noord-Afrika. Het mannetje in broedkleed is zwart op de vleugels, heeft een zwart "gezicht" en de vaker bij tapuiten voorkomende zwarte, omgekeerde T op de staart. De vogel verschilt van de westelijke rouwtapuit omdat de rug geheel wit is (vooral in vlucht goed zichtbaar). Het vrouwtje is grijs van boven en licht van onder en zeer lastig te onderscheiden van de westelijke rouwtapuit.

## Verspreiding en leefgebied
Er zijn 2 ondersoorten:
- O. f. finschii: van zuidoostelijk en zuidelijk centraal Turkije tot noordelijk Israël en westelijk en zuidwestelijk Iran.
- O. f. barnesi: van oostelijk Turkije tot centraal en oostelijk Iran, zuidelijk centraal Kazachstan en westelijk Pakistan.

Het leefgebied bestaat uit kale, rotsige hoogvlakten met een lage begroeiing. Vogels die in Azië in berggebieden broeden trekken in de winter naar lagere, warme streken in het Midden-Oosten.

## Status
De grootte van de populatie wordt geschat op 1,25 tot 18,6 miljoen individuen. Men veronderstelt dat de soort in aantal stabiel blijft. Om deze redenen staat de Finsch' tapuit als niet bedreigd op de Rode Lijst van de IUCN.